# Championnats d'Afrique de natation 2020
Navigation
Alger 2018 Accra 2021
La 14e édition des Championnats d'Afrique de natation devait se dérouler à Durban en Afrique du Sud du 3 au 5 décembre 2020. L'Afrique du Sud accueillerait pour la deuxième fois de son histoire cet événement bi-annuel organisé par la Confédération africaine de natation amateur.
La compétition devait initialement se dérouler du 17 au 22 avril 2020 mais est reportée en raison de la pandémie de Covid-19.
Les Championnats sont finalement annulés en raison de la situation sanitaire.